# Chlorospingus
Chlorospingus,  é um género de ave da família Emberizidae.
Este género contém as seguintes espécies:
- Chlorospingus ophthalmicus
- Chlorospingus tacarcunae
- Chlorospingus inornatus
- Chlorospingus semifuscus
- Chlorospingus pileatus
- Chlorospingus parvirostris
- Chlorospingus flavigularis
- Chlorospingus flavovirens
- Chlorospingus canigularis